# Aigusta Anastasia di Lituania
Aigusta Anastasia di Lituania (in russo: Анастаси́я Гедими́новна, trasl. Anastasíya Gedimínovna; 1320 circa – Mosca, marzo 1345) era una delle figlie di Gediminas, granduca di Lituania dal 1316 al 1341 e consorte del principe di Mosca Simeone di Russia.

## Biografia
Benché non esistevano prove incontrovertibili che fosse una figlia di Gediminas, la maggioranza degli storici ritiene, in virtù dell'alta rilevanza del matrimonio, che facesse parte della famiglia di Gediminas. Nacque probabilmente tra il 1316 e il 1321.
Aigusta fu battezzata come Anastasia per sposare Simeone di Russia a novembre o dicembre 1333, il quale sarebbe divenuto gran principe di Mosca nel 1341. Il matrimonio sembrava prospettare una grande alleanza tra la Lituania e la Moscovia, le due principali potenze in Europa orientale in lotta da tempo per la supremazia sulla Rutenia: tuttavia, i conflitti riemersero di nuovo nel 1335, appena due anni dopo le nozze di Simeone e di Anastasia.
I suoi due figli, Vasilei e Konstantin, morirono in tenera età; sua figlia Vasilisa nel 1350 sposò Mikhail Vasilevič di Kašin, un principe di Tver' che si opponeva alla Lituania. Suo fratello Jaunutis cercò appoggiò da sua sorella quando fu deposto da Algirdas nel 1345. Immediatamente prima della sua morte l'11 marzo 1345, Aigusta divenne suora e fu sepolta nel Cremlino di Mosca, in una chiesa monastica di cui aveva promosso la costruzione.